# Jantra (Veliko Tarnovo)
Jantra (Bulgaars: Янтра) is een dorp in Bulgarije. Zij is gelegen in de gemeente Gorna Orjachovitsa in  oblast Veliko Tarnovo. Het dorp ligt hemelsbreed op ongeveer 14 km afstand van de regionale hoofdplaats  oblast Veliko Tarnovo en 199 km ten noordoosten van de hoofdstad Sofia.

## Bevolking
Tussen 31 december 1934 (1.102 inwoners) en 31 december 1975 (1.059 inwoners) is de bevolking vrij stabiel gebleven. Tussen 1975 (1.059 personen) en 2019 (511 personen) is de bevolking echter meer dan gehalveerd (zie: grafiek).
|  |

Van de 559 inwoners reageerden er 513 op de optionele volkstelling van 2011. Van deze 513 respondenten identificeerden 453 personen zichzelf als etnische Bulgaren (88,3%), gevolgd door 42 Roma (8,2%), 15 Bulgaarse Turken (2,9%) en 3 ondefinieerbare personen (0,6%).